# سپاه گرین لانترن
سپاه فانوس سبز (به انگلیسی: Green Lantern Corps) یک سازمان خیالی نظامی/پلیسی بین کهکشانی در سری کمیک‌های منتشر شده توسط دی‌سی کامیکس است. آن‌ها به عنوان نژادی نامیرا، در سیارهٔ اُوآ ساکن هستند و در دوردست‌ترین مناطق دنیای دی‌سی به نگهبانی و گشت‌زنی می‌پردازند. قدمت سپاه فانوس سبز به سه میلیارد سال می‌رسد، و آن‌ها در طی قرن‌ها از درگیری‌های متعدد داخلی و خارجی جان سالم به در بردند. در حال حاضر عملیات آن‌ها به طور مساوی در میان ۳۶۰۰ ناحیه در جهان تقسیم شده است، و ۷۲۰۲ عضو دارد که اغلب به عنوان گرین لانترن شناخته می‌شوند، یعنی دو فانوس برای هر ناحیه به غیر از بخش ۲۸۱۴ که از چهار عضو تشکیل شده است. تمام اعضای فانوس سبز دارای حلقهٔ قدرت هستند، سلاحی که به آن‌ها اعطا شده و با استفاده از آن و بر اساس خودلگامی، به صاحب حلقه توانایی‌های باورنکردنی داده می‌شود.